# پرستودریایی رودخانه‌ای
پرستودریایی رودخانه‌ای (نام علمی: Sterna aurantia) نام یک گونه از سرده پرستودریایی است.

## نگارخانه

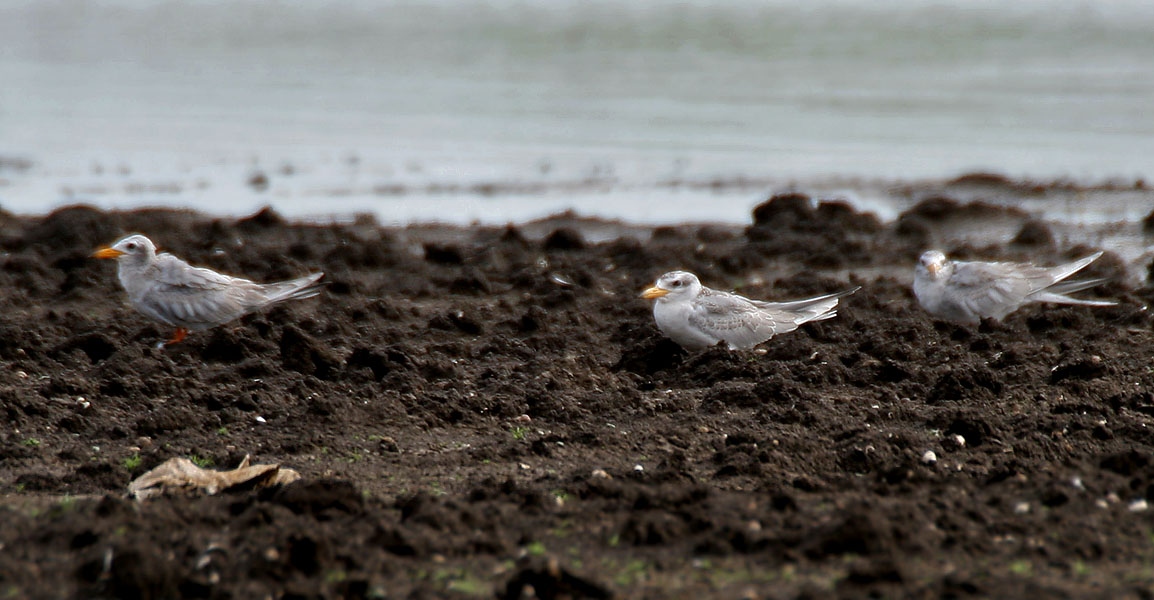
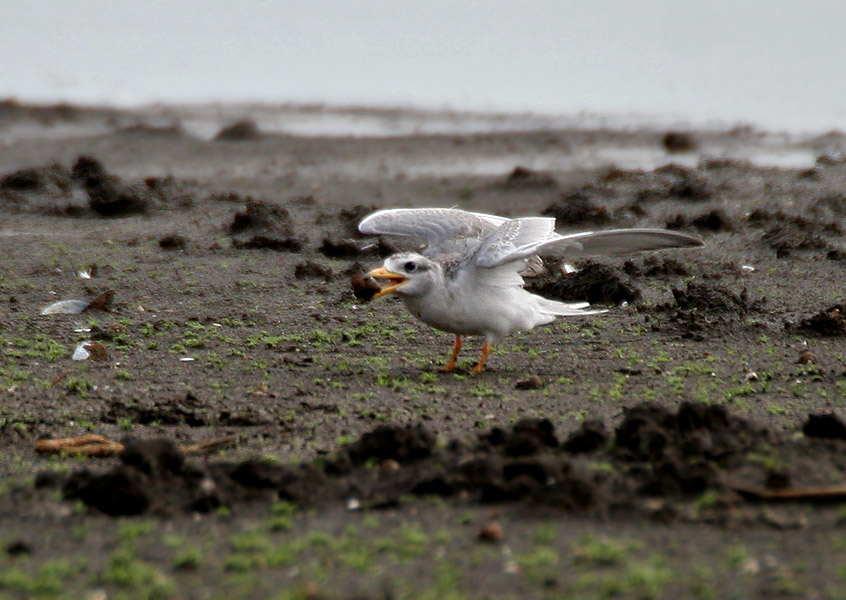
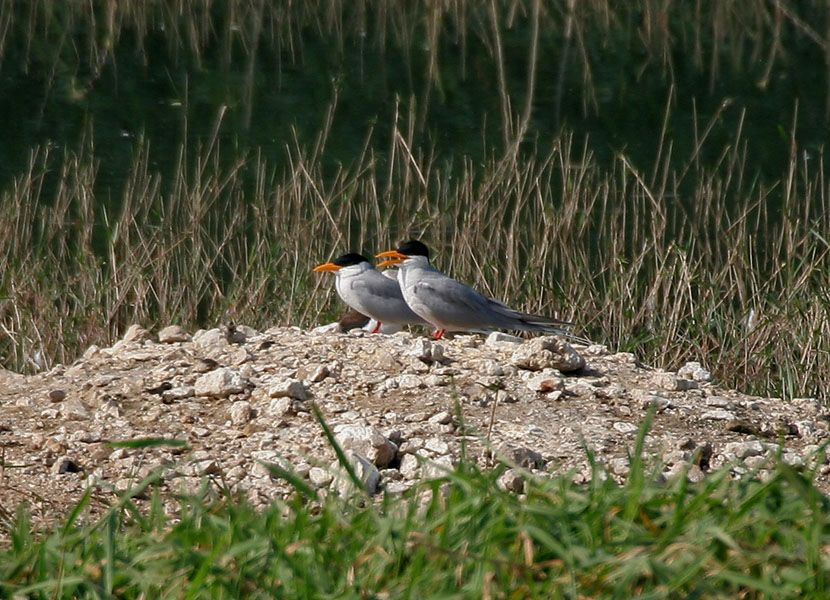
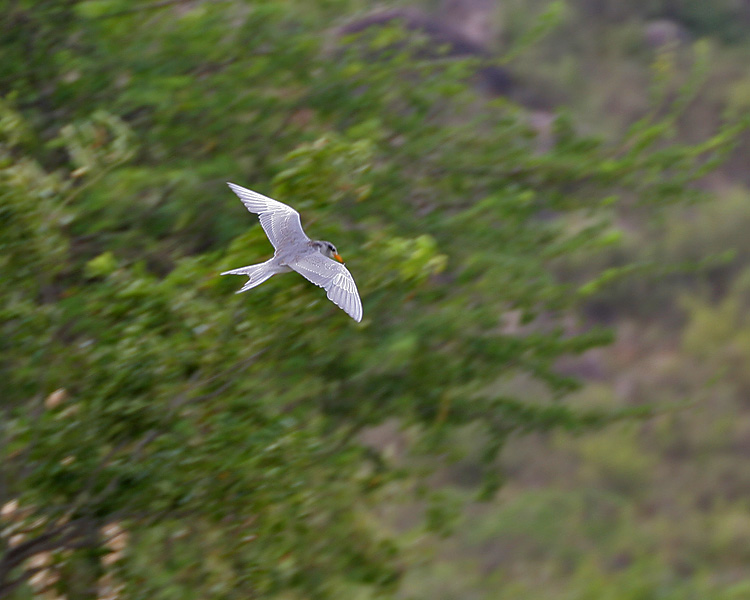
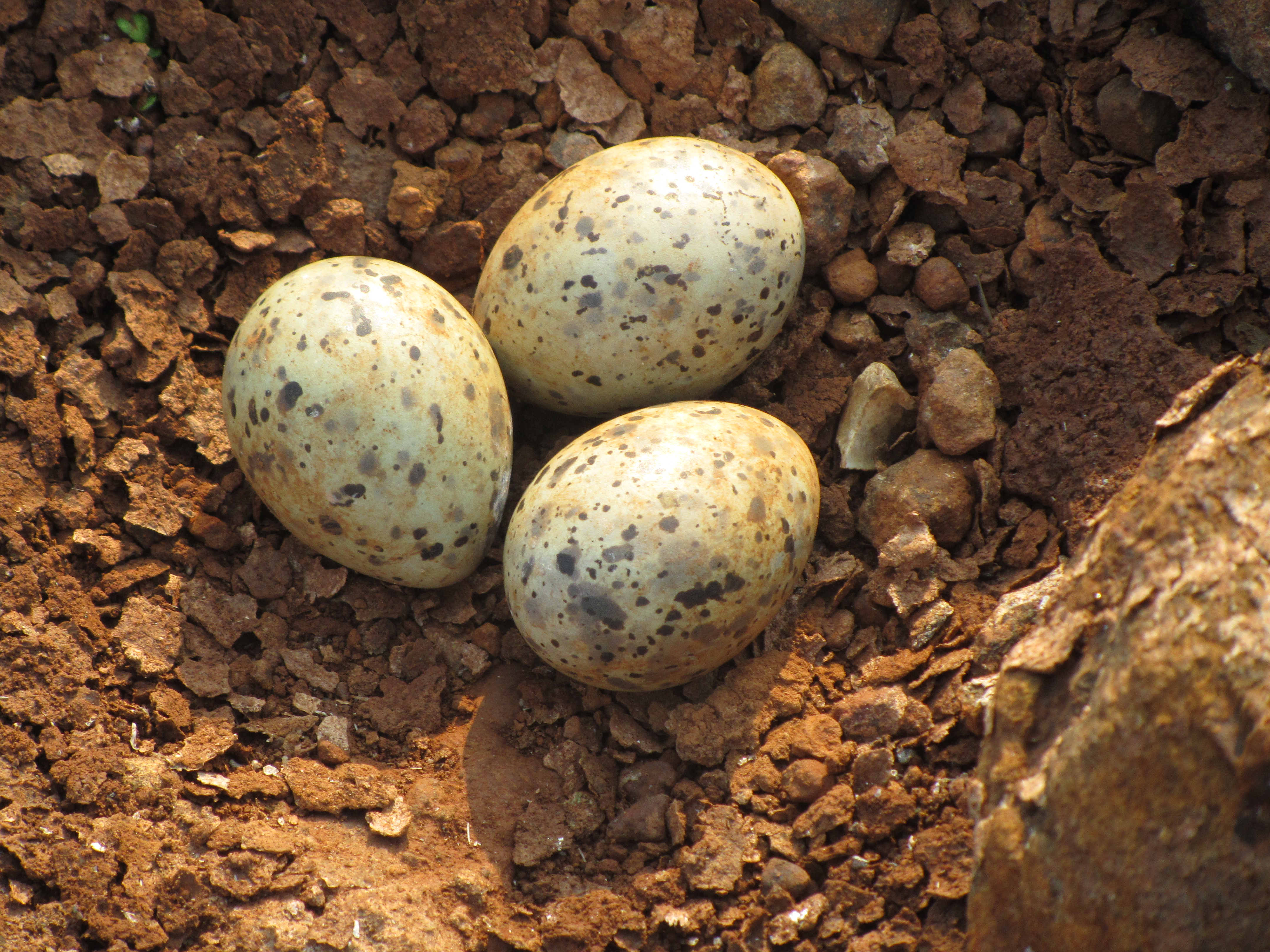
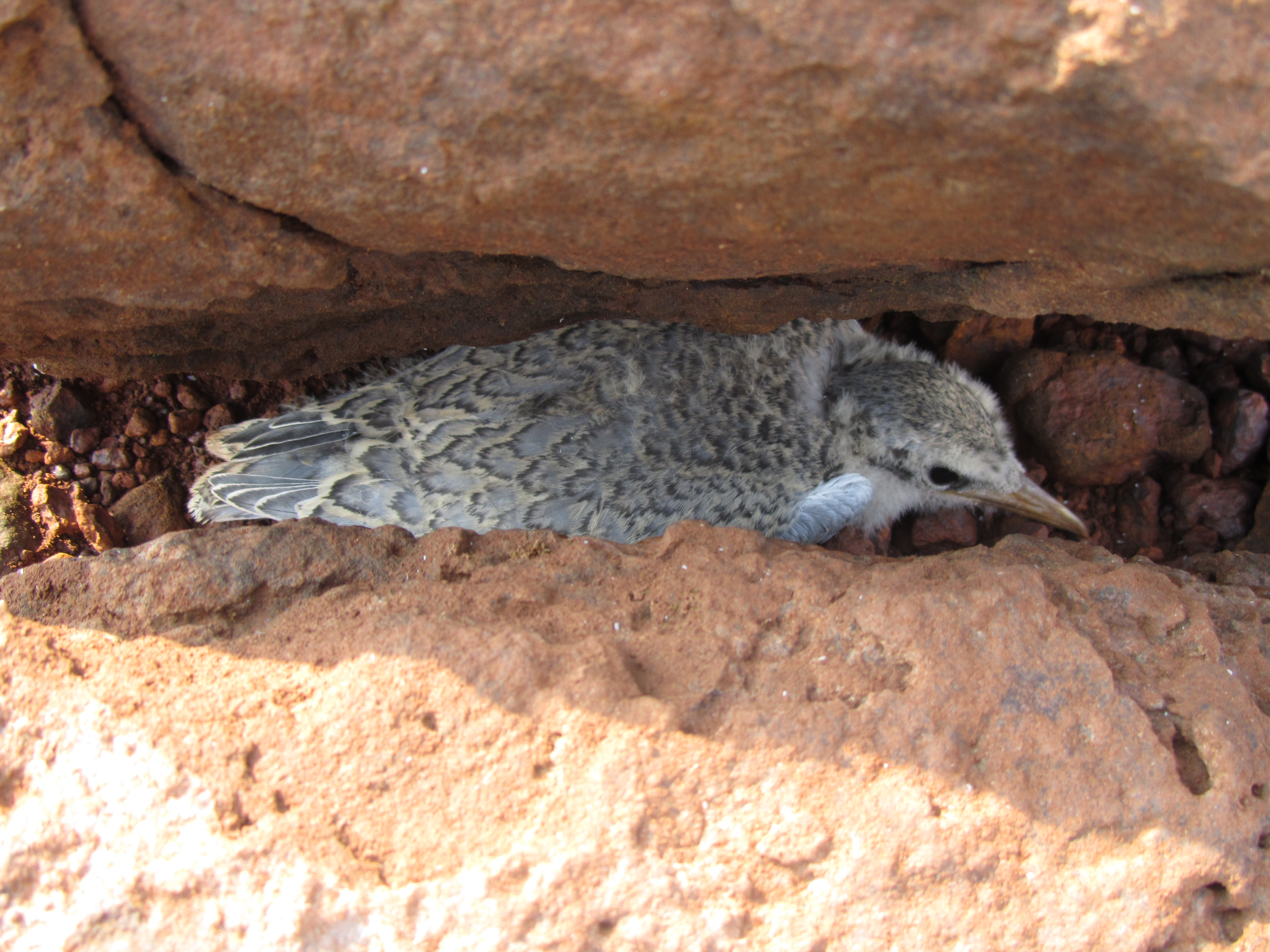
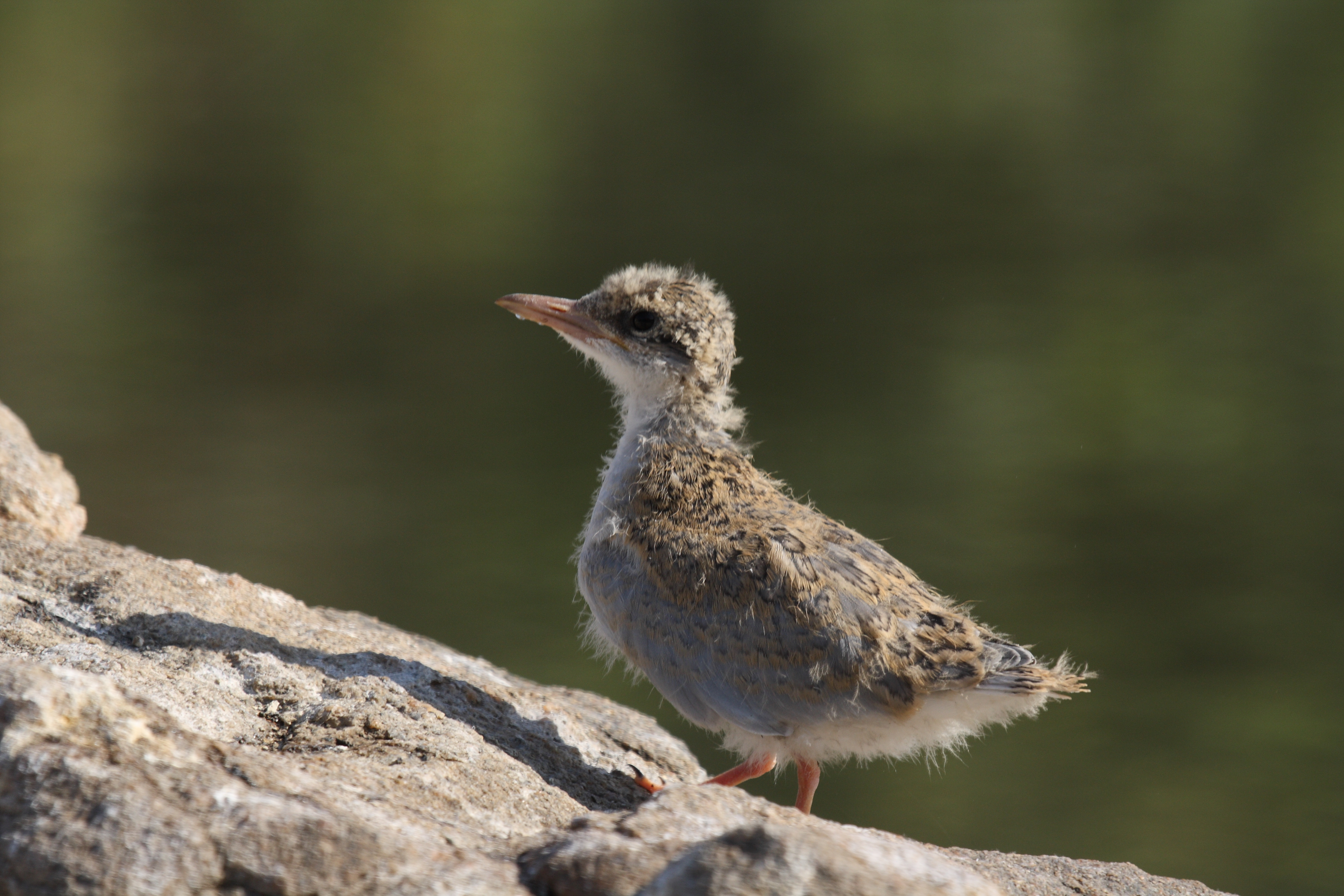